# Anastasia Pivovarova
Anastasia Olegovna Pivovarova (Cyrillisch: Анастасия Олеговна Пивоварова) (Tsjita, 16 juni 1990) is een voormalig tennisspeelster uit Rusland. Pivovarova begon met tennis op zesjarige leeftijd. Haar favoriete ondergrond is hardcourt.

## Loopbaan
In 2005 speelde Pivovarova haar eerste ITF-toernooi; in dat jaar won zij het ITF-toernooi van Moskou, het tweede ITF-toernooi op haar agenda. In totaal won zij tien ITF-titels in het enkelspel en zeven in het dubbelspel. In het enkelspel behoorde zij in mei 2011 tot de top 100. Zij stopte met de beroepsmatige loopbaan in augustus 2018.

## Posities op deWTA-ranglijst
Positie per einde seizoen:
| jaar | rang enkelspel | rang dubbelspel |
| ---- | -------------- | --------------- |
| 2005 | 728            | –               |
| 2006 | –              | 877             |
| 2007 | 236            | 409             |
| 2008 | 153            | 200             |
| 2009 | 216            | 378             |
| 2010 | 125            | 204             |
| 2011 | 123            | 259             |
| 2012 | 435            | 430             |
|      |                |                 |
| 2014 | 417            | 526             |
| 2015 | 303            | 439             |
| 2016 | 166            | 625             |
| 2017 | 531            | 540             |
| 2018 | 773            | 431             |

## Palmares

### Gewonnen ITF-toernooien enkelspel
| nr. | finale     | toernooi      | dotatie  | ondergrond | tegenstandster in finale | score         |
| --- | ---------- | ------------- | -------- | ---------- | ------------------------ | ------------- |
| 01. | 2005-08-13 | Moskou        | $ 10.000 | gravel     | Olga Panova              | 7-6, 7-6      |
| 02. | 2007-05-06 | Bournemouth   | $ 10.000 | gravel     | Amanda Elliott           | 6-1, 6-0      |
| 03. | 2007-06-03 | Moskou        | $ 25.000 | gravel     | Jekaterina Makarova      | 6-3, 7-5      |
| 04. | 2007-08-25 | Moskou        | $ 25.000 | gravel     | Anna Lapoesjtsjenkova    | 6-3, 6-4      |
| 05. | 2008-01-13 | St. Leo       | $ 25.000 | hardcourt  | Audra Cohen              | 6-4, 6-0      |
| 06. | 2011-05-15 | Saint-Gaudens | $ 50.000 | gravel     | Arantxa Rus              | 7-6, 6-7, 6-2 |
| 07. | 2014-06-01 | Tarsus        | $ 10.000 | gravel     | Melis Sezer              | 6-1, 6-2      |
| 08. | 2016-03-06 | Mildura       | $ 25.000 | gras       | Barbora Štefková         | 6-4, 4-6, 7-5 |
| 09. | 2016-05-22 | Zhengzhou     | $ 50.000 | hardcourt  | Lu Jingjing              | 6-4, 6-4      |
| 10. | 2017-12-03 | Santiago      | $ 15.000 | gravel     | Fernanda Brito           | 6-2, 4-6, 6-3 |

### Gewonnen ITF-toernooien dubbelspel
| nr. | finale     | toernooi      | dotatie  | ondergrond | partner           | tegenstandsters in finale               | score            |
| --- | ---------- | ------------- | -------- | ---------- | ----------------- | --------------------------------------- | ---------------- |
| 1.  | 2007-09-01 | Moskou        | $ 10.000 | gravel     | Alisa Klejbanova  | Vasilisa Davydova Maria Kondratjeva     | 6-4, 3-6, 6-2    |
| 2.  | 2008-07-26 | Pétange       | $ 75.000 | gravel     | Corinna Dentoni   | Stéphanie Foretz İpek Şenoğlu           | 6-4, 6-1         |
| 3.  | 2010-02-14 | Laguna Niguel | $ 25.000 | hardcourt  | Laura Siegemund   | Amanda Fink Elizabeth Lumpkin           | 6-2, 6-3         |
| 4.  | 2010-09-10 | Bari          | $ 25.000 | gravel     | Iryna Boerjatsjok | Giulia Gatto-Monticone Federica Quercia | 6-7, 6-4, [10-4] |
| 5.  | 2010-05-01 | Brescia       | $ 25.000 | gravel     | Naomi Cavaday     | Iryna Koerjanovitsj Valerija Savinych   | 6-3, 6-7, [10-8] |
| 6.  | 2017-10-01 | Hua Hin       | $ 25.000 | hardcourt  | Kim Na-ri         | Natalija Kostić Michika Ozeki           | 6-4, 6-2         |
| 7.  | 2017-12-10 | Santiago      | $ 25.000 | gravel     | Tamaryn Hendler   | Carolina Alves Ana Sofía Sánchez        | 7-5, 6-2         |

## Resultaten grandslamtoernooien
| Legenda | Legenda                          |
| ------- | -------------------------------- |
| g.t.    | geen toernooi gehouden           |
| l.c.    | lagere categorie                 |
| –       | niet deelgenomen                 |
| G       | uitgeschakeld in de groepsfase   |
| 1R      | uitgeschakeld in de eerste ronde |
| 2R      | uitgeschakeld in de tweede ronde |
| 3R      | uitgeschakeld in de derde ronde  |
| 4R      | uitgeschakeld in de vierde ronde |
| KF      | uitgeschakeld in de kwartfinale  |
| HF      | uitgeschakeld in de halve finale |
| F       | de finale verloren               |
| W       | het toernooi gewonnen            |
| w-v     | winst/verlies-balans             |

### Enkelspel
| Toernooi        | 2008 |    | 2010 | 2011 |
| --------------- | ---- | -- | ---- | ---- |
| Australian Open | –    | –  | –    |      |
| Roland Garros   | –    | 3R | 1R   |      |
| Wimbledon       | –    | 1R | 1R   |      |
| US Open         | 1R   | –  | –    |      |